# Pseudophilautus microtympanum
Espèce
Synonymes
- Polypedates microtympanum Günther, 1858
- Philautus microtympanum (Günther, 1858)

Statut de conservation UICN

 EN B1ab(iii)+2ab(iii) : En danger
Pseudophilautus microtympanum est une espèce d'amphibiens de la famille des Rhacophoridae.

## Répartition
Cette espèce est endémique du Sri Lanka. Elle est présente dans le massif Central, entre 1 555 à 2 135 m d'altitude,.

## Description
Pseudophilautus microtympanum mesure environ 60 mm. Son dos est bleu verdâtre ou olive avec des taches noires. Son ventre est jaunâtre ; sa gorge et son poitrail sont tachetés de noir.

## Étymologie
Son nom d'espèce, du grec ancien , mikros, « petit », et du latin tympanum, « tambourin, tambour » à l'origine du mot « tympan », lui a été en référence à la taille de ses tympans.

## Publications originales
- Günther, 1858 : Neue Batrachier in der Sammlung des Britischen Museums. Archiv für Naturgeschichte, vol. 24, no 1, p. 319-328 (texte intégral).
- Günther, 1858 : Catalogue of the Batrachia Salientia in the collection of the British Museum (texte intégral).